# کالیبر ۵۰ بی‌ام‌جی
کالیبر ۵۰ بی‌ام‌جی (انگلیسی: .50 BMG) بر گرفته از سرواژگان (.50 Browning Machine Gun) به معنای کالیبر ۵۰ مسلسل برونینگ یا کالیبر ۹۹×۱۲٫۷ میلی‌متر ناتو (انگلیسی: 12.7×99mm NATO) یک فشنگ بدون لبه و دارای گلوگاه برای مسلسل سنگین ام۲ برونینگ است که در اواخر دهه ۱۹۱۰ توسعه یافت و در سال ۱۹۲۱ وارد خدمت رسمی شد. طبق استاندارد شماره ۴۳۸۳ استانگ، این فشنگ سازمانی استاندارد برای نیروهای ناتو و همچنین بسیاری از کشورهای غیر ناتو است. خود فشنگ در انواع مختلفی ساخته شده است: چندین نسل از گلوله‌های غلاف تمام فلزی، رسام، ضدزره (AP)، آتش‌زا و کفشک‌دار. گلوله‌های در نظر گرفته شده برای مسلسل‌ها با استفاده از پیوندهای فلزی به صورت یک نوار فشنگ پیوسته ساخته می‌شوند.